# No Absolute Time
No Absolute Time (carátula Archivado el 7 de abril de 2018 en Wayback Machine.) es un álbum del violinista de jazz fusión Jean-Luc Ponty. Grabado entre diciembre de 1992 y marzo de 1993 en París y Los Ángeles, significó el regreso de Ponty con el sello Atlantic Records.

## Lista de canciones
1. "No Absolute Time" – 5:42
2. "Savannah" – 9:18
3. "Lost Illusions" – 5:03
4. "Dance of the Spirits" – 4:59
5. "Forever Together" – 5:46
6. "Caracas" – 3:53
7. "The African Spirit" – 4:58
8. "Speak Out" – 6:23
9. "Blue Mambo" – 6:12
10. "The Child in You" – 4:33

## Personal
- Jean-Luc Ponty – violín
- Wally Minko – teclados
- Martin Atangana – guitarra rítmica
- Guy N'Sangué – bajo
- Moktar Samba – batería, percusión
- Abdou M'Boup, Sydney Thiam  – percusión
- Kevin Eubanks – guitarra

- Datos: Q2891576